# ABC (settimanale)
ABC fu un periodico di attualità e cronaca edito in Italia negli anni sessanta e settanta del XX secolo.
Fondato a Milano nel 1960 da Gaetano Baldacci, già direttore del quotidiano Il Giorno di Milano, chiuse in modo definitivo dopo il 1981, dopo due cambi di linea editoriale.

## Storia
ABC nasce nel 1960 per volontà di Gaetano Baldacci, già fondatore de "Il Giorno" di Milano. Licenziato dal "Giorno" per ragioni politiche, Baldacci usò la liquidazione per fondare ABC.. Successivamente la proprietà del giornale nel 1961 passa nelle mani della SO.GEPE (SOcietà GEstione PEriodici) di Enzo Sabato con sede in Milano in via Zuretti 34, di cui lo stesso fu direttore per un paio di anni. Successivamente la direzione di ABC venne affidata a Romano Cantore e nel 1967 con la nascita della nuova società SEA (Società Editoriale Attualità), sempre di Sabato con sede in via Teocrito 48 Milano, la direzione fu affidata a Sivio Biscaro. La grafica fu curata dal pittore Sirio Musso, ispirandosi a quella dei quotidiani popolari britannici. Dal 1969 al 1970 la direzione passò al critico cinematografico Corrado Terzi. La chiusura definitiva del popolare settimanale è da collocare nel 1981, dopo un paio di stop and go nel 1975 e 1978.
Il settimanale, molto diffuso in tutto il periodo degli anni sessanta e in parte anche nei primi anni settanta, ha una netta linea socialista, anticonformista e anticlericale. Accanto ad articoli di politica, costume e società, vengono pubblicati anche articoli scandalistici, di costume e foto osé per l'epoca. Il paginone centrale è stabilmente occupato dalla fotografia di una showgirl. Da ricordare la rubrica tenuta da Cristina Leed, pseudonimo che cela il nome della redattrice Renata Pisu, che trattava di problemi sessuali e di costume. Nel corso degli anni hanno collaborato con il settimanale Luciano Bianciardi, Giancarlo Fusco (che con la rubrica Pollice verso «riscopre la sua vena migliore»), Giorgio Calabrese (titolare per anni di una rubrica di critica musicale), Callisto Cosulich (che si occupava di cinema) e Renato Proni, in particolare per la sezione esteri.
La rivista viene acquisita da Francesco Cardella, che chiama come direttore Ruggero Orlando, e poi Claudio Sabelli Fioretti
Tra i direttori ci sono anche Romano Cantore e Stefano Surace.
Dal 1960 il giornale presentò intere pagine dei migliori umoristi internazionali: Jules Feiffer, Jean-Jacques Sempé, Siné, Chaval, Roland Topor, Maurice Henry, James Thurber, Jean Bosc, Ronald Searle. Ha anche contribuito il vignettista Renato Calligaro.
La rivista è impegnata in numerose battaglie sociali per il divorzio, in appoggio al deputato socialista Loris Fortuna, contro l'abrogazione della legge sull'aborto, contro il canone RAI. Nel 1968 passa al colore e raggiunge la tiratura di 800 000 copie. Pubblica anche monografie bimestrali, piccoli volumi dedicati ad argomenti politici e sociali di attualità, tra i quali si ricorda quello scritto da Renata Pisu sulla rivoluzione culturale in Cina e Mao Zedong. ABC cessa le pubblicazioni a metà degli anni settanta «a causa di una copertina che titolava "Polizia assassina"» ha dichiarato Lidia Ravera, che vi lavorò, direttore Claudio Sabelli Fioretti, proprio quando il settimanale chiuse.
Alla fine degli anni settanta però la testata riappare come settimanale in formato tabloid diretto da Vittorio Ugo Morosi, già redattore di cronaca del settimanale dagli anni sessanta e totalmente trasformato, con disegnatori francesi (Georges Wolinski, Jean-Marc Reiser) e italiani (Cecco Mariniello, Lido Contemori, Berlinghiero Buonarroti, Graziano Braschi, Paolo della Bella, Massimo Presciutti). Le notizie, molto scarne, sembrano servire più che altro a presentare immagini satiriche. Nel 1977, in veste più elegante e patinata, dedica particolare interesse al Movimento Studentesco. Chiude definitivamente, con il dispiacere dei tanti che avevano contribuito al suo successo negli anni d'oro, dopo il 1981.